# Roquefavour-akvedukten

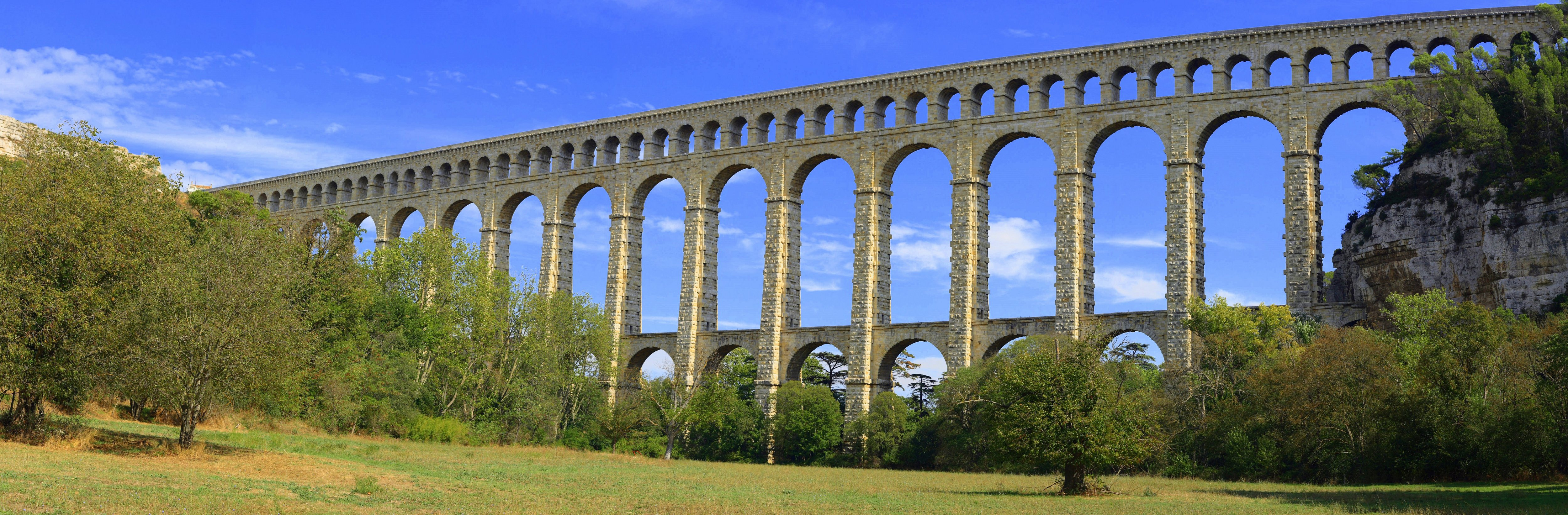
Roquefavour-akvedukten.

Roquefavour-akvedukten är en akvedukt i kommunen Ventabren, nära Aix-en-Provence, Bouches-du-Rhôn i södra Frankrike.
Idén med akvedukten framställdes först av Adam de Craponne, en ingenjör från Salon de Provence 1565, men den realiserades inte förrän efter torkan 1834, och med de efterföljande koleraepidemierna dök idén upp igen.
Maximin-Dominique Consolat (1785–1858) som var borgmästare i Marseille från 1832 till 1843, förespråkade idén
och anlitade ingenjören Jean François Mayor de Montricher (1810–1858) för att designa den, och det är den största stenakvedukten i världen.
Konstruktionen tog sex år, från 1841 till 1847, krävde 5 000 arbetare, inklusive 300 stenhuggare, och den kostade dåtida 3 800 000 franska franc. Akvedukten för vatten från Durance-floden till Palais Longchamp i Marseille, och hela vägen till La Ciotat.
Den är 83 meter hög, 375 meter lång, och fundamenten är 9 till 10 meter djupa. Det första vattnet började rinna den 30 juni 1847. Den 30 september 1852 tilldelade kejsar Louis Napoléon Bonaparte, Jean François Mayor de Montricher Hederslegionen för hans arbete.
Den 12 september 1992 firades akveduktens 150-årsjubileum, och förklarades 2002 som ett historiskt byggnadsminne.